# Freeridge
A Freeridge 2023-as amerikai vígjáték–drámasorozat, amelyet Lauren Iungerich, Jamie Uyeshiro, Jamie Dooner, Eddie Gonzalez és Jeremy Haft alkotott. Az én környékemen című sorozat spin-offja. A főbb szerepekben Keyla Monterroso Mejia, Bryana Salaz, Tenzing Norgay Trainor, Ciara Riley Wilson és Peggy Blow látható.
Amerikában és Magyarországon 2023. február 2-án mutatta be a Netflix.
2023 áprilisában egy évad után törölték a sorozatot.

## Szereplők

### Főszereplők
| Szereplők | Színész                | Magyar hang     | Leírás |
| --------- | ---------------------- | --------------- | --- |
| Gloria    | Keyla Monterroso Mejia | Ruszkai Szonja  | A baráti csoport vezetője. |
| Ines      | Bryana Salaz           | Györke Laura    | Gloria húga. |
| Cameron   | Tenzing Norgay Trainor | Pál Dániel Máté | Az egyetlen férfi a baráti társaságban, aki büszke biszexuális. Van barátja, de még mindig odavan Demiért, akibe 12 éves koruk óta belezúgott. |
| Demi      | Ciara Riley Wilson     | Boldog Emese    | Cameron legjobb barátja, aki érdeklődik a spiritualitás iránt.                                                                                 |
| Mariluna  | Peggy Blow             | Kovács Nóra     | Nő, akit érdekel egy doboz, ami csoportnál van.                                                                                                |

### Mellékszereplők
| Szereplők | Színész         | Magyar hang   | Leírás                                                             |
| --------- | --------------- | ------------- | ------------------------------------------------------------------ |
| Andre     | Zaire Adams     | Tóth Márk     | Cameron fiúja.                                                     |
| Geny      | Paula Garces    | Sági Tímea    | Gloria és Ines szomszédja.                                         |
| Ruben     | Eric Gutierrez  | Seder Gábor   | Geny férje.                                                        |
| Tonio     | J.R. Villarreal | Hamvas Dániel | Gloria és Ines nagybátyja és Javier testvére.                      |
| Rusty     | Michael Solomon | Kenéz Ágoston | Gloria és Ines új osztálytársa, akit Tonio felvett asszisztensnek. |

### Magyar változat
- Magyar szöveg: Horváth Anikó
- Felvevő hangmérnök: Gajda Mátyás
- Vágó: Házi Sándor
- Gyártásvezető: Újréti Zsuzsa
- Szinkronrendező: Pupos Tímea
- Produkciós vezető: Haramia Judit

A szinkront az Iyuno Hungary készítette.

## Epizódok
| Sor. | Év. | Cím                                    | Rendező          | Író                                                                           | Premier          |
| ---- | --- | -------------------------------------- | ---------------- | ----------------------------------------------------------------------------- | ---------------- |
| 1.   | 1.  | A doboz (The Box)                      | Lauren Iungerich | Jamie Uyeshiro, Lauren Iungerich, Eddie Gonzalez, Jeremy Haft és Jamie Dooner | 2023. február 2. |
| 2.   | 2.  | Torta (Cake)                           | Lauren Iungerich | Lauren Iungerich                                                              | 2023. február 2. |
| 3.   | 3.  | Fahéj (Cinnamon)                       | Eli Gonda        | Jamie Uyeshiro                                                                | 2023. február 2. |
| 4.   | 4.  | Anya szelleme (Dead Mom)               | Arlyn Richardson | Veronica Rodriguez                                                            | 2023. február 2. |
| 5.   | 5.  | Piakezű Edward (Edward Claw Hands)     | Joe Suarez       | Christy Stratton                                                              | 2023. február 2. |
| 6.   | 6.  | Bosszú (Revenge)                       | Paula Garces     | Jamie Uyeshiro                                                                | 2023. február 2. |
| 7.   | 7.  | Karmikus véletlen (Karmic Coincidence) | Eli Gonda        | Lauren Iungeric és Jamie Uyeshiro                                             | 2023. február 2. |
| 8.   | 8.  | Hálaadás (Thanksgiving)                | Lauren Iungerich | Lauren Iungerich                                                              | 2023. február 2. |

## A sorozat készítése
2021. szeptember 27-én a Netflix berendelte  Az én környékemen spin-offját, Freeridge címmel. A sorozatot Lauren Iungerich, Eddie Gonzalez, Jeremy Haft, Jamie Dooner és Jamie Uyeshiro készítette. 2021. október 8-án Bryana Salaz, Keyla Monterroso Mejia, Ciara Riley Wilson és Shiv Pai kapta meg a főszerepeket. 2022. május 9. és július 5. között forgatták a sorozatot Los Angelesben.